# 히카르두 로페스 페레이라
히카르두 로페스 페레이라(포르투갈어: Ricardo Lopes Pereira, 1990년 10월 28일 ~ )는 브라질의 축구 선수로 현재 태국 리그 1의 람푼 워리어스에서 공격수로 활동 중이며 K리그 시절 등록명은 로페즈였다.

## 클럽 경력

### K리그이전
이투아누 FC와 구루피 FC를 거쳐 세리이 D의 2014년 글로부 FC에 입단하여 33경기 23골의 폭발적인 득점력으로 팀의 캄페오나투 포치과르 준우승에 앞장섰고 이러한 활약에 힘입어 세리이 C의 포르탈레자 EC로 임대 이적했다.

### 제주 유나이티드
2015년 겨울 이적 시장을 통해 페르난두 카랑가와 함께 대한민국 K리그1의 제주 유나이티드의 유니폼으로 갈아입은 뒤 2015 시즌 공식전 36경기 11골 11어시스트로 공격포인트 부문 2위에 이름을 올리는 눈부신 활약을 선보이며 제주의 2015년 K리그1 상위스플릿 진출의 일등공신이 되었다.

### 전북 현대 모터스
글로부 FC로 임대 복귀한 이후 2016 시즌을 앞두고 18억원의 이적료에 K리그1의 명문인 전북 현대 모터스의 일원이 되었고 전북 이적 후 2019 시즌까지 공식전 158경기 49골 33어시스트로 K리그1 3연패, 2016년 K리그1 준우승, 2016년 AFC 챔피언스리그 우승에 기여하며 전북의 에이스로서 맹위를 떨쳤다.

### 상하이 하이강
2019 시즌을 끝으로 네 시즌 동안 활약했던 전북을 떠나 2020 시즌을 앞두고 중국 슈퍼리그의 상하이 하이강으로 트레이드되어 2021 시즌까지 공식전 38경기 10골의 나쁘지 않은 성적을 거두며 중국 슈퍼리그 2020 4위, 중국 슈퍼리그 2021 준우승, 중국 FA컵 2021 준우승 등에 일조했으나 2021 시즌 도중 입은 부상에 발목이 잡혀 유럽 진출은 아쉽게 무산되고 말았다.

### 제프 유나이티드 지바
2022년 6월 상하이 하이강과의 조기 계약을 해지하고 1달 뒤인 일본 J2리그의 제프 유나이티드 이치하라 지바로 트레이드되어 리그 10경기에 출전했고 2022 시즌 종료 후 제프 유나이티드와의 계약을 종료했다.

### 보르스클라 폴타바
제프 유나이티드를 떠나 우크라이나 프리미어리그의 보르스클라 폴타바로 이적했으나 단 7경기 출전에 그쳤고 결국 자유 계약 선수로 풀려났다.

### 수원 FC
2023년 6월 23일 K리그1의 수원 FC와 입단 계약을 체결하며 4년만에 K리그 무대로 복귀하여 2023 시즌 공식전 16경기 6개의 공격포인트(4골 2어시스트)를 기록했다.

### 부산 아이파크
2024 시즌을 앞둔 2024년 1월 8일 대한민국 K리그2의 부산 아이파크 이적을 확정지었으나 감독과의 불화와 구단 인스타그램 언팔로우 등의 문제를 일으키면서 결국 이적 반년만인 7월 2일 부산 아이파크와 상호합의하에 계약을 해지했다.

## 수상

### 클럽
글로부 FC
- 캄페오나투 포치과르 : 준우승 (2014)

 전북 현대 모터스
- K리그1 : 우승 (2017, 2018, 2019), 준우승 (2016)
- AFC 챔피언스리그 : 우승 (2016)

 상하이 하이강
- 중국 슈퍼리그 : 준우승 (2021), 4위 (2020)
- 중국 FA컵 : 준우승 (2021)

### 개인
- K리그1 베스트 11 : 2018, 2019